# Kodomo
A kodomo (子供 – „gyerek, gyermek”) japán szó, amely kifejezésként azokra az animékra és mangákra utal, melyeket elsősorban kisebb gyerekek számára készítenek. A történetekben gyakran központi helyet foglal el a család, illetve a kedves háziállatok. Értelem szerint ezek a történetek nem dolgoznak fel komoly témákat, inkább a közönség szórakoztatására készülnek.
Kodomo manga, anime pl.: Pokémon, Astro Boy, Binchou-tan